# 23e Landingsflottielje
Het 23e Landingsflottielje (Duits: 23. Landungsflottille) was een operationele eenheid van de Duitse Kriegsmarine tijdens de Tweede Wereldoorlog. Zo’n flottielje was normaal uitgerust met onder andere 20 tot 30 stuks van de Marinefährprahm. 

## Geschiedenis

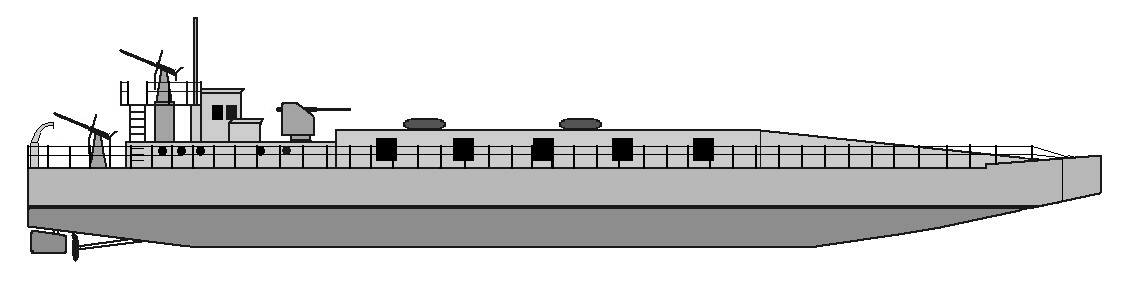
De standaarduitrusting: de Marinefährprahm

Het flottielje werd opgericht op 1 oktober 1942 door het 17e Landingsflottielje in Swinemünde. Het nam de boten van de 17e Landingsflottielje over, evenals boten die vanuit het westen naar Hamburg werden gebracht en nieuwbouw van verschillende scheepswerven. Vanaf 20 oktober 1942 verplaatste het flottielje zich naar Kirkenes, dat pas op 9 april 1943 werd bereikt. Het flottielje werd hier ingezet voor mijnleg- en transporttaken. Op 28 maart 1944 werd het flottielje ingezet tegen de Sovjet-landingsplaats aan de zuidoostkust van het schiereiland Varanger tussen Vardø en Vadsø. 

### Einde
Het 23e Landingsflottielje werd in juni 1944 omgedoopt in 5e Landingsflottielje.

## Commandanten
| Rang             | Naam        | Begin          | Eind       |
| ---------------- | ----------- | -------------- | ---------- |
| Korvettenkapitän | Carl Mehler | 1 oktober 1942 | april 1943 |